# Photoshop Document
Pour les articles homonymes, voir PSD.

## Un format propriétaire
Le format Photoshop Document (PSD) est un format propriétaire destiné à l'utilisation du logiciel Adobe Photoshop. Il est cependant, partiellement, pris en charge par d'autres logiciels de traitement d’images ainsi que de Publication assistée par ordinateur, tels que GIMP.

## Utilité
Le format PSD permet la conservation des principaux éléments constituant la modification (ou réalisation) de l'image contenue tels que :
- Les calques (contenus en pixels, contenus en vectoriel, objets dynamiques, réglages...)
- Les masques de fusion
- Les masques d'écrêtage
- Des liaisons entre les calques
- Des styles de calque

## Utilisation
Le format PSD est tout d'abord utilisé pour la synergie qu'il montre avec Photoshop (et pour laquelle il a, d'ailleurs, été étudié).
Il peut également être utilisé dans une philosophie de partage dans le cercle des utilisateurs du logiciel de la suite Adobe, visant dans ce cas-là à être un template.
Autrement dit, le format PSD à une échelle allant au-delà de l'utilisation personnelle, peut être voué à être adapté ou modifié, tout en ayant une conception aspirant à être la moins ambigüe possible pour les utilisateurs.
Cela se retrouve dans le partage de "kits", où des effets tels que les styles de calque ou encore les polices sont modifiables. Un bon template PSD est un template utilisant les fonctionnalités de Photoshop.

## Autres formats aspirant aux mêmes résultats
Le format de travail de référence de Photoshop est comparable au format TIFF, étant un standard plus ancien et plus universel que le PSD pour atteindre des résultats similaires (comme la conservation des calques).
Le format PSD a cependant été créé pour s'adapter aux subtilités du logiciel d'Adobe afin d'aller au-delà des enjeux primaires du TIFF.